# Uakari
Uakari (Cacajao) – rodzaj ssaków naczelnych z podrodziny saki (Pitheciinae) w obrębie rodziny sakowatych (Pitheciidae).

## Rozmieszczenie geograficzne
Rodzaj obejmuje gatunki zamieszkujące tropikalne lasy deszczowe Niziny Amazonki (Brazylia, Kolumbia, Peru, Wenezuela).

## Morfologia
Długość ciała samic 36–57 cm, samców 38–56 cm, ogona 14–21 cm; masa ciała samic 1,9–3 kg, samców 1,9–4,5 kg.

## Systematyka
Rodzaj zdefiniował w 1840 roku francuski chirurg i zoolog René Lesson w książce swojego autorstwa poświęconym gatunkom ssaków dwuręcznych i czwororożnych. Gatunkiem typowym jest (oznaczenie monotypowe) uakari czarnogłowy  (C. melanocephalus).

### Etymologia
- Cacajao: port. cacajão „uakari”, od tupi cacajao lokalnej nazwa uakari czarnogłowego w niektórych częściach Brazylii i Wenezueli[15].
- Brachyurus (Brachypus): gr. βραχυς brakhus ‘krótki’; ουρα ourα ‘ogon’[16]. Gatunek typowy: Spix wymienił dwa gatunki – Brachyurus Ouakary Spix, 1823 (= Simia melanocephalus Humboldt, 1812) i Brachyurus Israelita Spix, 1823 (= Simia chiropotes Humboldt, 1811) – z których gatunkiem typowym jest (późniejsze oznaczenie)[17] Brachyurus Ouakary Spix, 1823 (= Simia melanocephalus Humboldt, 1812).
- Cercoptochus: gr. κερκος kerkos ‘ogon’; πτωχος ptōkhos ‘kucający’[18]. Gatunek typowy (oznaczenie monotypowe): Simia melanocephalus Humboldt, 1812.
- Ouakaria (Uacaria, Uakeria): autochtoniczna nazwa uakari na określenie krótkoogoniastej małpy używana w Amazonii[19]. Gatunek typowy: Gary wymienił dwa gatunki – Ouakaria spixii J.E. Gray, 1849 (= Brachyurus ouakary Spix, 1823) i Brachyurus calvus I. Geoffroy Saint-Hilaire, 1847 – nie wyznaczając gatunku typowego.
- Cothurus: gr. κoθουρος kothouros ‘z uciętym ogonem’[20].
- Neocothurus: gr. νεος neos ‘nowy’; rodzaj Cothurus Palmer, 1899[21].

### Podział systematyczny
Do rodzaju należą w zależności od ujęcia systematycznego następujące gatunki:
| Grafika | Gatunek                | Autor i rok opisu | Nazwa zwyczajowa      | Podgatunki         | Rozmieszczenie geograficzne | Podstawowe wymiary                       | Status IUCN |
| ------- | ---------------------- | --- | --------------------- | ------------------ | --- | ---------------------------------------- | ----------- |
|         | Cacajao calvus         | (I. Geoffroy Saint-Hilaire, 1847) | uakari czerwono-biały | gatunek monotypowy | endemit Brazylii (dwa izolowana obszary: jedna w Mamirauá Sustainable Development Reserve, ograniczony rzekami Solimões i Japurá oraz kanałem Auati-Paraná na zachodzie; druga na lewym brzegu środkowego biegu rzeki Juruá, na całym prawym brzegu rzeki Riozinho i dolnego biegu rzeki Jutaí) | DC: 36–57 cm DO: 14–19 cm MC: 2,3–3,5 kg | LC          |
|         | Cacajao rubicundus     | (I. Geoffroy Saint-Hilaire & Deville, 1848)                                                                                               | uakari szkarłatny     | gatunek monotypowy | endemit Brazylii (3 izolowane obszary w środkowym biegu rzeki Solimões: jeden w zalanych lasy ograniczone kanałem Jacurapá i rzeką Solimões; drugi na lewym brzeg rzeki Jutaí; trzeci wzdłuż rzeki Auati-Paraná)                                                                                | DC: 36–57 cm DO: 14–19 cm MC: 2,3–3,5 kg | LC          |
|         | Cacajao ucayalii       | O. Thomas, 1928 | uakari czerwony       | gatunek monotypo   | głównie w międzyrzeczu Ukalali-Javari we wschodnim Peru i Brazylii; odnotowano izolowane populacje występujące poza tym obszarem | 36–57 cm DO: 14–19 cm MC: 2,3–3,5 kg     | VU          |
|         | Cacajao novaesi        | Hershkovitz, 1987 | uakari łysy           | gatunek monotypowy | endemit Brazylii (międzyrzecze rzek Gregório i Tarauacá; południowa granica zasięgu nieznana) | 36–57 cm DO: 14–19 cm MC: 2,3–3,5 kg     | VU          |
|         | Cacajao amuna          | F.E. Silva, do Amaral, Roos, Bowler, Röhe, Sampaio, Janiak, Bertuol, Santana, J.S. Silva, Rylands, Gubili, Hrbek, McDevitt & Boubli, 2022 |                       | gatunek monotypowy | endemit Brazylii (lasy prawego brzegu rzeki Tarauacá, rozciągający się do rzek Envira i Jurupari; również wody źródłowe rzek Pauini i Moaco na wschodzie; południowa granica zasięgu nieznana)                                                                                                  | brak danych                              | NE          |
|         | Cacajao melanocephalus | (Humboldt, 1812) | uakari czarnogłowy    | gatunek monotypowy | południowa Wenezuela i północno-zachodnia Brazylia, pomiędzy górnym biegiem rzeki Orinoko a górnym biegiem rzeki Negro | DC: 42–49 cm DO: 14–22 cm MC: 3,1–4,5 kg | LC          |
|         | Cacajao hosomi         | Boubli, M.N.F. Silva, Amado, Hrbek, Pontual & Farias, 2008                                                                                | uakari amazoński      | gatunek monotypowy | endemit Brazylii (północna część, ograniczony do małego obszaru obejmującego kotlinę rzeki Curuduri i środkowego do dolnego biegu rzeki Araçá na północ od rzeki Negro) | DC: 30–40 cm DO: 15–18 cm MC: 2–2,5 kg   | LC          |
|         | Cacajao ayresi         | Boubli, M.N.F. Silva, Amado, Hrbek, Pontual & Farias, 2008                                                                                | uakari dżunglowy      | gatunek monotypowy | południowo-wschodnia Kolumbia, południowa Wenezuela i północno-zachodnia Brazylia (na wschód od Serranía de La Macarena, na południe od rzeki Casiquiare i rzeki Negro do rzeki Japurá) | DC: 36–55 cm DO: 14–15 cm MC: 0,5–2,6 kg | LC          |

Kategorie IUCN:  LC  – gatunek najmniejszej troski,  VU  – gatunek narażony;  NE  – gatunki niepoddane jeszcze ocenie.